# Ibiza

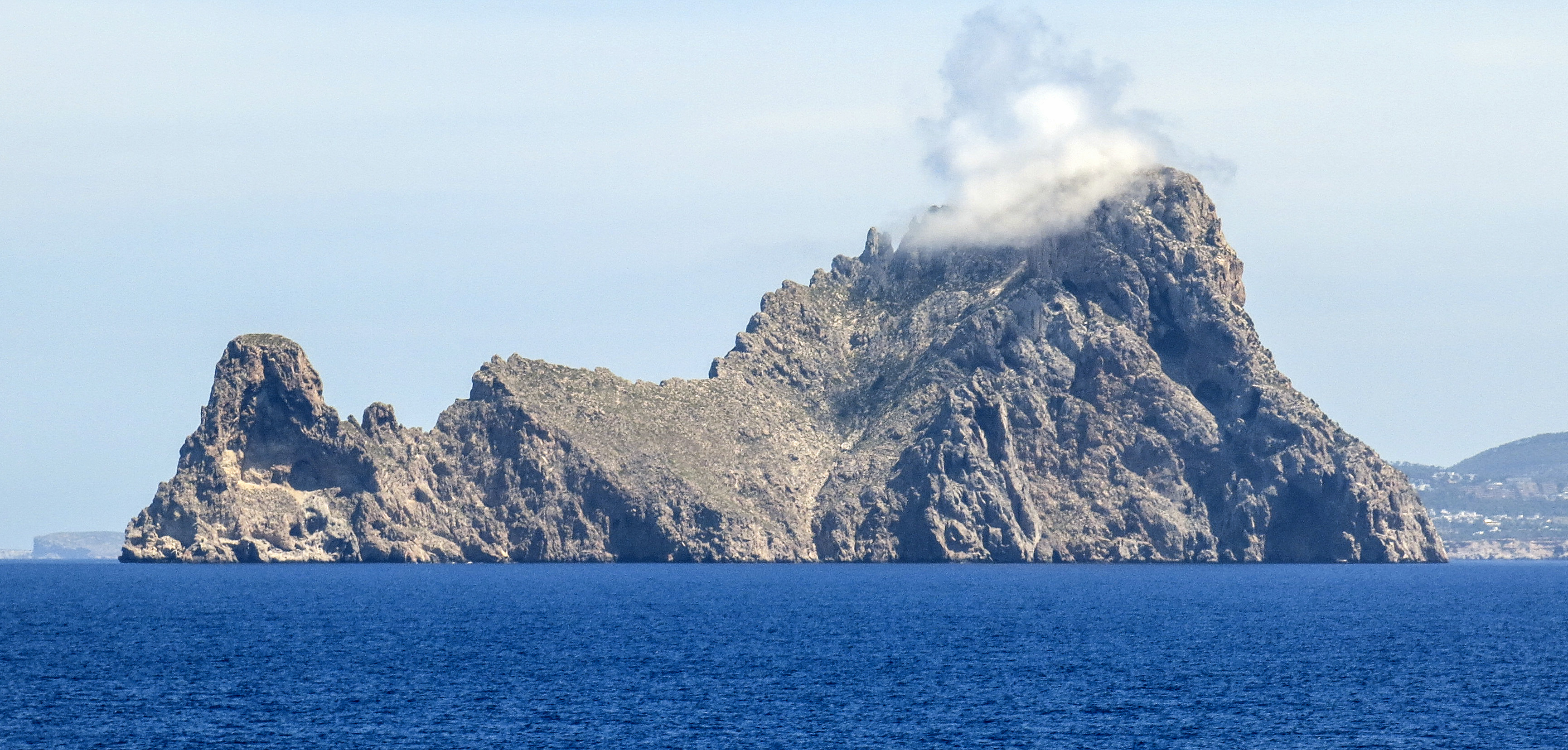
Isla de Es Vedrá

Ibiza (oficialmente en catalán: Eivissa) es una isla española situada en el mar Mediterráneo y que forma junto a las de Mallorca, Menorca y Formentera y varios islotes de menor tamaño el archipiélago y comunidad autónoma de las Islas Baleares. Cuenta con una extensión de 572 km² y una población de 159 180 habitantes (INE 2023), por lo que es la segunda isla de Baleares en términos de población tras Mallorca y la cuarta de todo el país. Ibiza es además la tercera isla balear en extensión, tras Mallorca y Menorca, y la octava de toda España. La capital de la isla es homónima a la misma, Ibiza.
Su longitud de costa es de 210 km. En ella se alternan más de cuarenta peñascos e islotes de diversos tamaños. Las distancias máximas de la isla son de 41 kilómetros de norte a sur y 15 kilómetros de este a oeste. Posee una morfología muy irregular formada por varias montañas, de las cuales la más alta es Atalayasa, situada en el municipio de San José, con 475 m de altitud.
La isla goza de renombre internacional por la belleza de sus calas y playas, la calidad de sus aguas y por fiestas y discotecas, que atraen a numerosos turistas. La zona del puerto de Ibiza también atrae a muchos turistas por su vida nocturna.

## Geografía

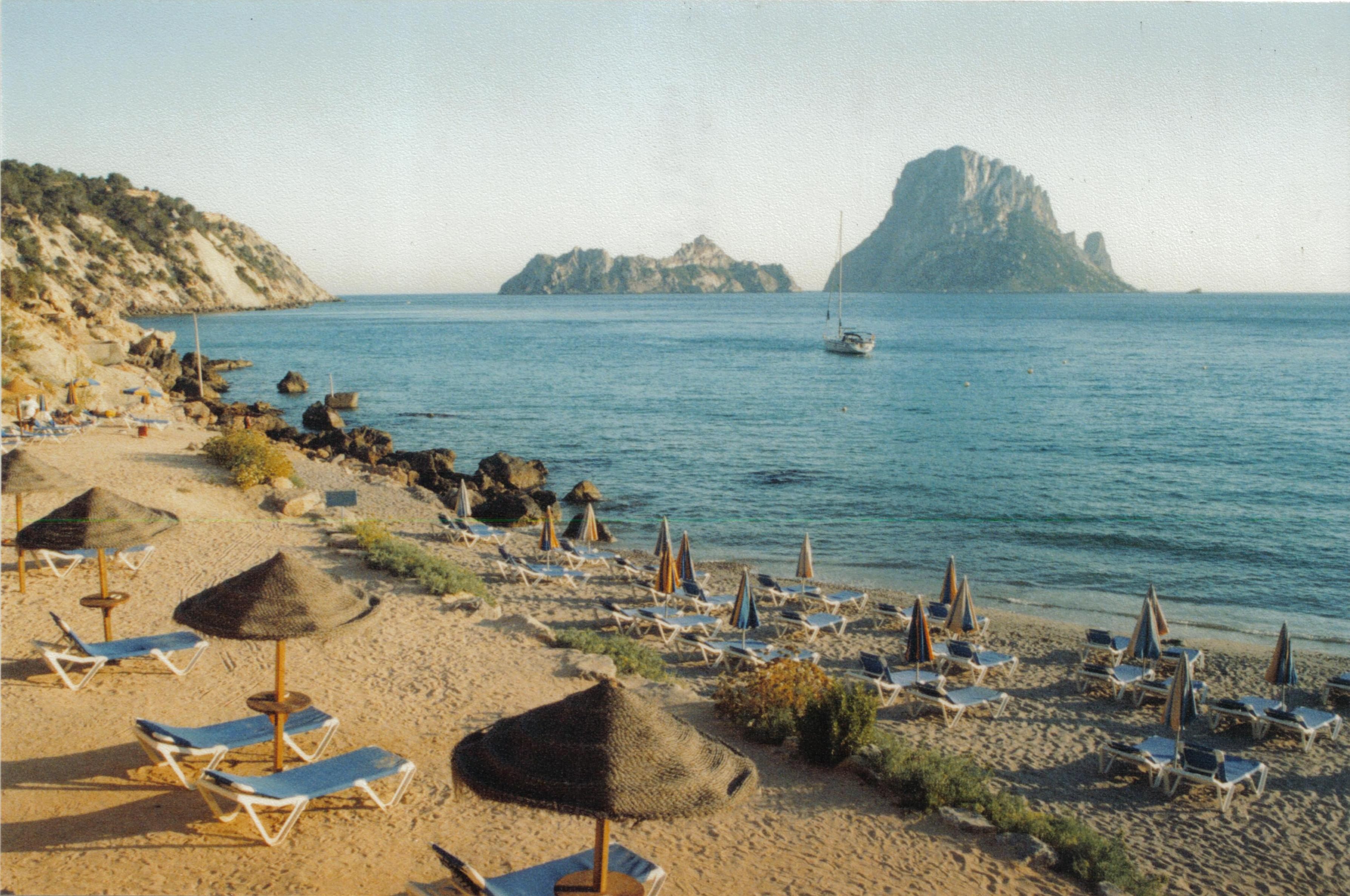
Vista de cala d'Hort, en el municipio de San José

Está situada a 79 km al este de la península ibérica, frente a Denia, a 80 km al suroeste de la isla de Mallorca y a 3 km al norte de Formentera. Sus coordenadas son 38°59′N 1°26′E / 38.98, 1.43. Su capital es Ibiza y las dos poblaciones más importantes, además de la capital, son San Antonio Abad y Santa Eulalia del Río. El mayor municipio es San José.
Las islas de Ibiza y Formentera, junto a más de cincuenta islotes (el más grande de los cuales es Es Vedrá, con una altitud de 382 m), reciben el nombre de islas Pitiusas. Forman un archipiélago diferente al integrado por Mallorca y Menorca, aunque hoy en día se hable del archipiélago Balear y formen parte de la misma unidad administrativa. Ocupa una superficie de 572 km² y por ella discurre un solo río, el de Santa Eulalia del Río, único río de Baleares, que desde hace bastantes años permanece seco en buena parte de su longitud por la excesiva explotación de los recursos acuíferos de la isla. La máxima altitud de la isla es Atalayasa con 475 m de altura.

### Clima
De acuerdo con la clasificación climática de Koppen, en la isla de Ibiza se da el clima semiárido cálido (BSh) en buena parte de las zonas costeras de la mitad sur y del Noreste de la misma, especialmente en el sureste y noreste de la isla. El clima semiárido frío (BSk) se da en el resto de las zonas de baja altitud de la mitad sur y del Sureste de la misma. Por último, el clima mediterráneo (Csa) se da en la mitad norte de la isla (excluyendo el noreste) y en una zona del interior de la mitad sur.
| Parámetros climáticos promedio de observatorio del Aeropuerto de Ibiza (6 m s. n. m.) (Periodo de referencia: 1991-2020, extremas: 1953-presente) | Parámetros climáticos promedio de observatorio del Aeropuerto de Ibiza (6 m s. n. m.) (Periodo de referencia: 1991-2020, extremas: 1953-presente) | Parámetros climáticos promedio de observatorio del Aeropuerto de Ibiza (6 m s. n. m.) (Periodo de referencia: 1991-2020, extremas: 1953-presente) | Parámetros climáticos promedio de observatorio del Aeropuerto de Ibiza (6 m s. n. m.) (Periodo de referencia: 1991-2020, extremas: 1953-presente) | Parámetros climáticos promedio de observatorio del Aeropuerto de Ibiza (6 m s. n. m.) (Periodo de referencia: 1991-2020, extremas: 1953-presente) | Parámetros climáticos promedio de observatorio del Aeropuerto de Ibiza (6 m s. n. m.) (Periodo de referencia: 1991-2020, extremas: 1953-presente) | Parámetros climáticos promedio de observatorio del Aeropuerto de Ibiza (6 m s. n. m.) (Periodo de referencia: 1991-2020, extremas: 1953-presente) | Parámetros climáticos promedio de observatorio del Aeropuerto de Ibiza (6 m s. n. m.) (Periodo de referencia: 1991-2020, extremas: 1953-presente) | Parámetros climáticos promedio de observatorio del Aeropuerto de Ibiza (6 m s. n. m.) (Periodo de referencia: 1991-2020, extremas: 1953-presente) | Parámetros climáticos promedio de observatorio del Aeropuerto de Ibiza (6 m s. n. m.) (Periodo de referencia: 1991-2020, extremas: 1953-presente) | Parámetros climáticos promedio de observatorio del Aeropuerto de Ibiza (6 m s. n. m.) (Periodo de referencia: 1991-2020, extremas: 1953-presente) | Parámetros climáticos promedio de observatorio del Aeropuerto de Ibiza (6 m s. n. m.) (Periodo de referencia: 1991-2020, extremas: 1953-presente) | Parámetros climáticos promedio de observatorio del Aeropuerto de Ibiza (6 m s. n. m.) (Periodo de referencia: 1991-2020, extremas: 1953-presente) | Parámetros climáticos promedio de observatorio del Aeropuerto de Ibiza (6 m s. n. m.) (Periodo de referencia: 1991-2020, extremas: 1953-presente) |
| Mes | Ene. | Feb. | Mar. | Abr. | May. | Jun. | Jul. | Ago. | Sep. | Oct. | Nov. | Dic. | Anual |
| --- | --- | --- | --- | --- | --- | --- | --- | --- | --- | --- | --- | --- | --- |
| Temp. máx. abs. (°C) | 24.7 | 23.5 | 27.1 | 27.8 | 31.0 | 36.5 | 36.6 | 41.0 | 38.4 | 32.0 | 28.4 | 23.8 | 41.0 |
| Temp. máx. media (°C) | 15.8 | 16.0 | 17.8 | 20.0 | 23.1 | 27.1 | 29.8 | 30.4 | 27.7 | 24.0 | 19.5 | 16.8 | 22.3 |
| Temp. media (°C) | 11.9 | 12.0 | 13.7 | 15.8 | 18.9 | 22.8 | 25.7 | 26.4 | 23.7 | 20.2 | 15.7 | 12.9 | 18.3 |
| Temp. mín. media (°C) | 7.9 | 7.9 | 9.5 | 11.6 | 14.5 | 18.5 | 21.5 | 22.4 | 19.7 | 16.3 | 11.9 | 9.0 | 14.2 |
| Temp. mín. abs. (°C) | -1.2 | -3.0 | 0.8 | 3.4 | 6.8 | 10.0 | 14.0 | 11.0 | 11.4 | 6.3 | 1.0 | -0.4 | -3.0 |
| Precipitación total (mm) | 40 | 30 | 22 | 27 | 22 | 8 | 3 | 18 | 63 | 57 | 60 | 52 | 402 |
| Días de precipitaciones (≥ 1 mm) | 5.0 | 4.4 | 3.5 | 4.0 | 2.6 | 1.2 | 0.3 | 1.7 | 4.4 | 5.8 | 5.9 | 5.5 | 44.3 |
| Días de nevadas (≥ 0.01 mm) | 0.1 | 0.1 | 0.0 | 0.0 | 0.0 | 0.0 | 0.0 | 0.0 | 0.0 | 0.0 | 0.0 | 0.0 | 0.1 |
| Horas de sol | 164 | 172 | 217 | 243 | 282 | 315 | 338 | 307 | 237 | 205 | 165 | 155 | 2776 |
| Humedad relativa (%) | 75 | 73 | 72 | 70 | 68 | 66 | 67 | 69 | 70 | 74 | 73 | 76 | 71 |
| Fuente: Agencia Estatal de Meteorología | | | | | | | | | | | | | |

### Playas
Ibiza
- Sas Figueretas
- Talamanca

San Antonio Abad
- Cala Grasió
- Cala Salada
- Caló d'es Moro
- Es Pouet
- Punta Galera
- S’Arenal de Sant Antoni

San Juan Bautista
- Cala Benirràs
- Cala San Vicente
- Cala Xarraca
- Cala Xuclar
- Caló de'n Serra
- Es Pas de s'Illa des Bosc
- Port de Sant Miquel
- Cala Portinatx
- S'Illot de'n Renclí

San José
- Cala Bassa
- Cala Carbó
- Cala Codolar
- Cala d'Hort
- Cala Jondal
- Cala Molí
- Cala Tarida
- Cala Vedella
- Es Bol Nou
- Es Cavallet
- Es Cubells
- Es Xarco
- Platges de Comte
- Platja de'n Bossa
- Port des Torrent
- Sa Caleta
- Ses Salines

Santa Eulalia del Río
- Cala Boix
- Cala Llenya
- Cala Llonga
- Cala Martina
- Cala Mastella
- Cala Nova
- Cala Pada
- Es Figueral
- Es Niu Blau
- Es Pou des Lleó
- Santa Eulalia del Río
- Es Canà
- Es Riu de Santa Eulària
- S'Aigua Blanca
- S'Argamassa
- S'Estanyol

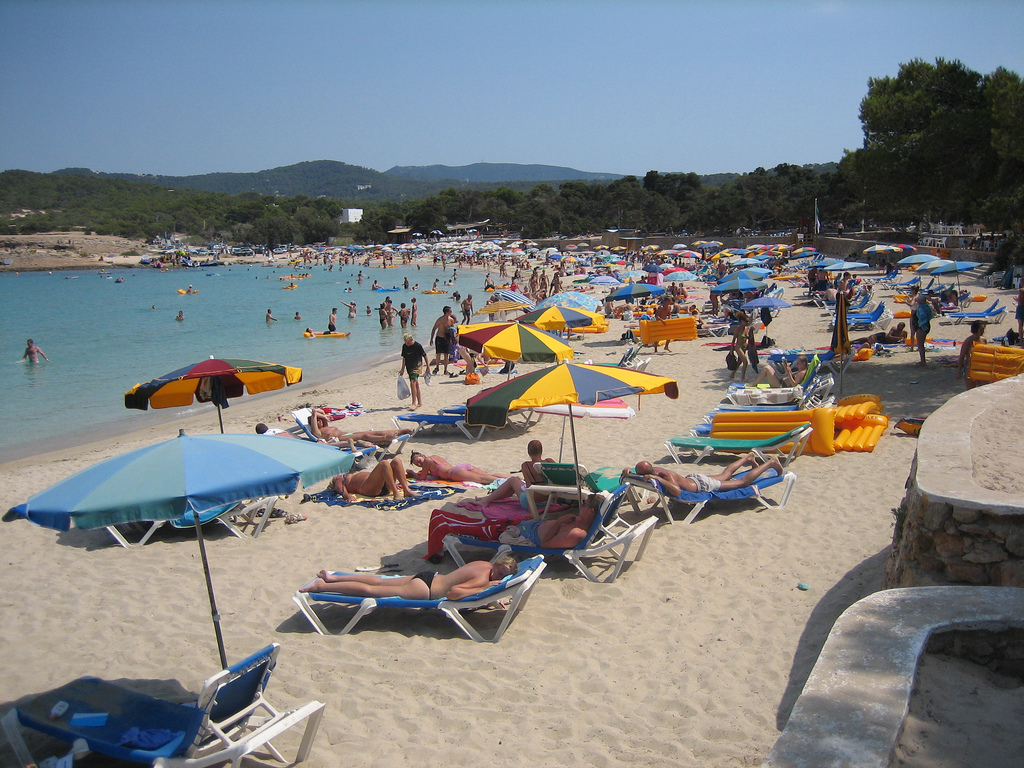
Cala Bassa.
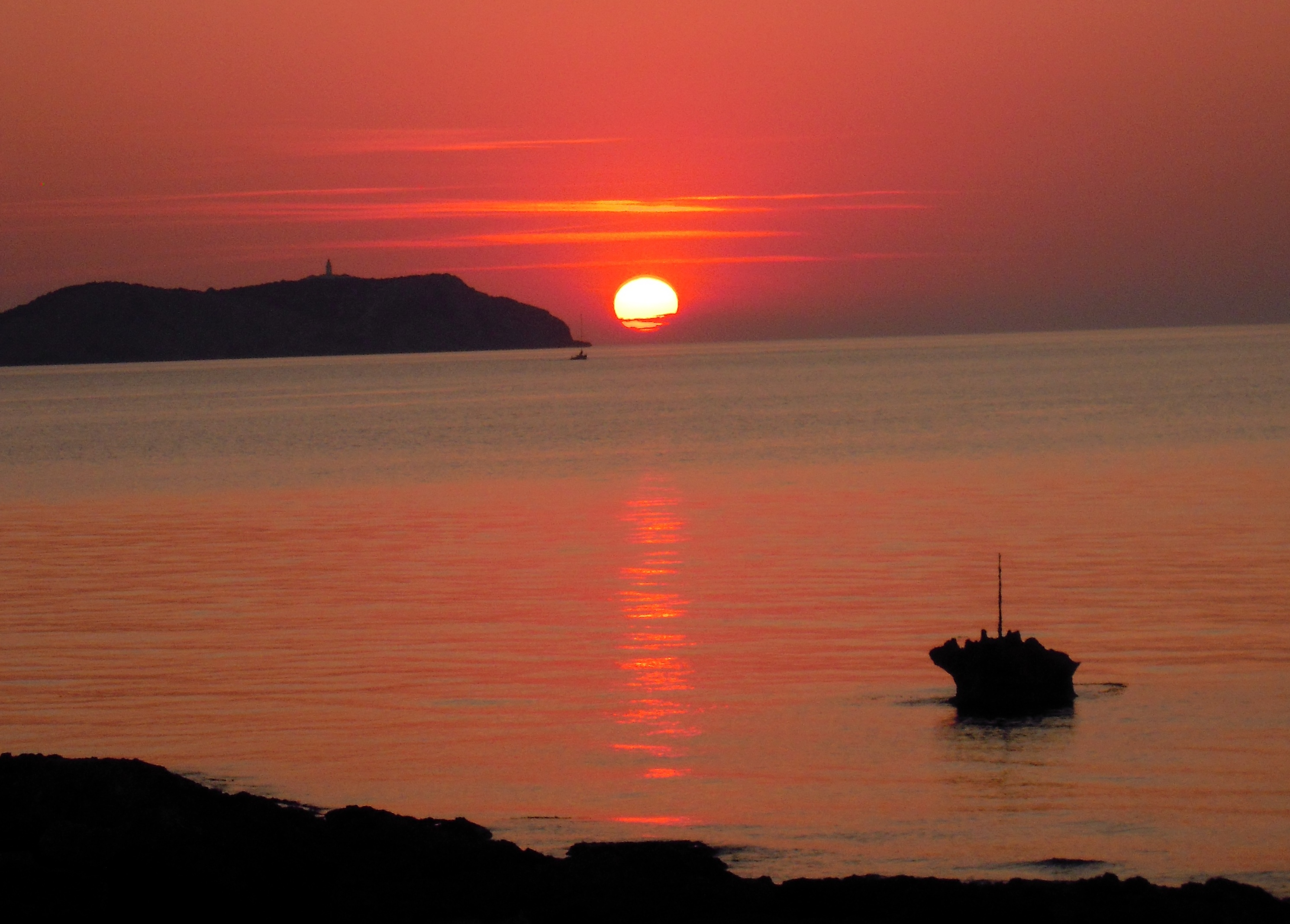
Puesta de sol vista desde la bahía de San Antonio Abad.
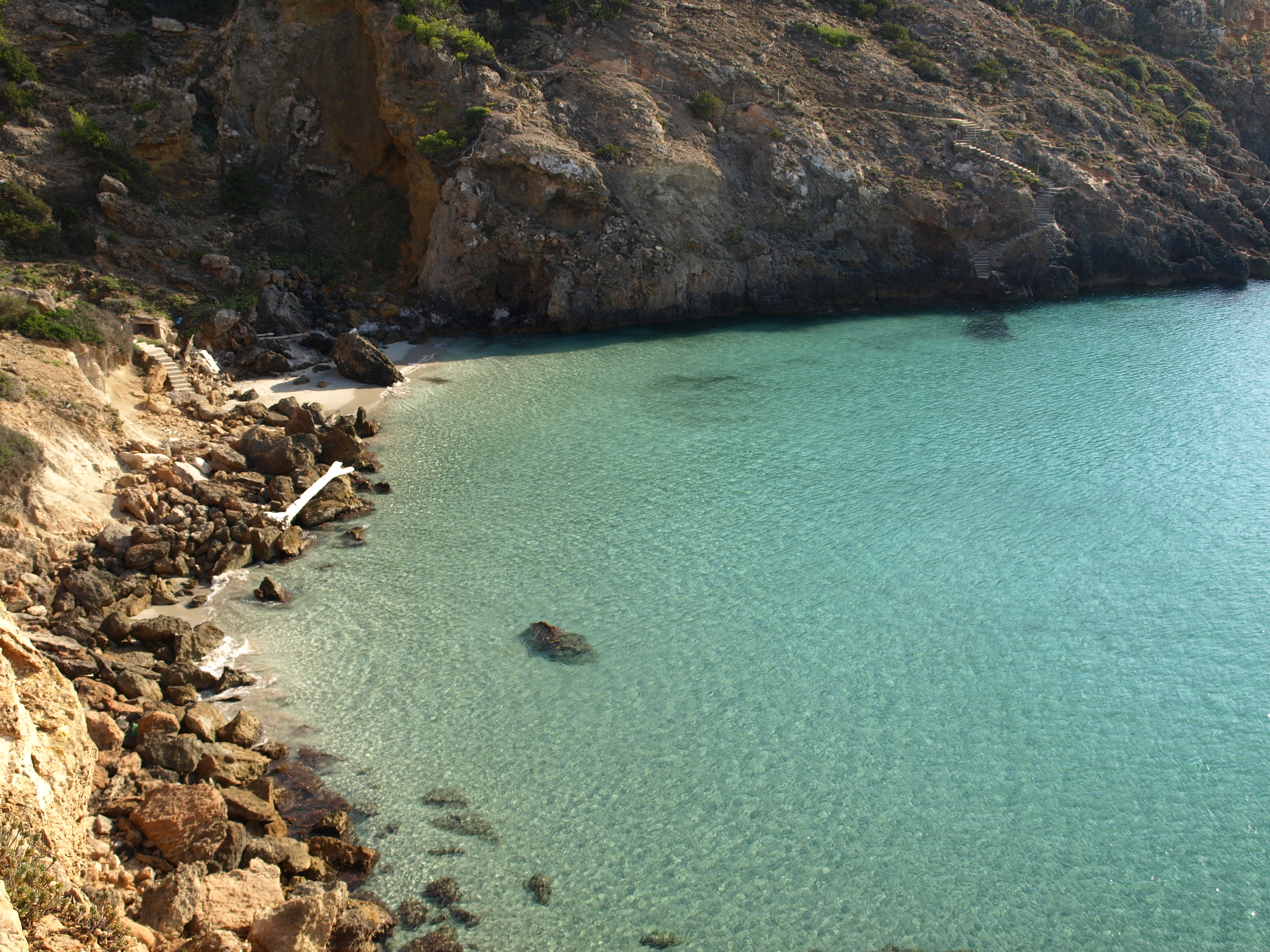
Caleta en San José.
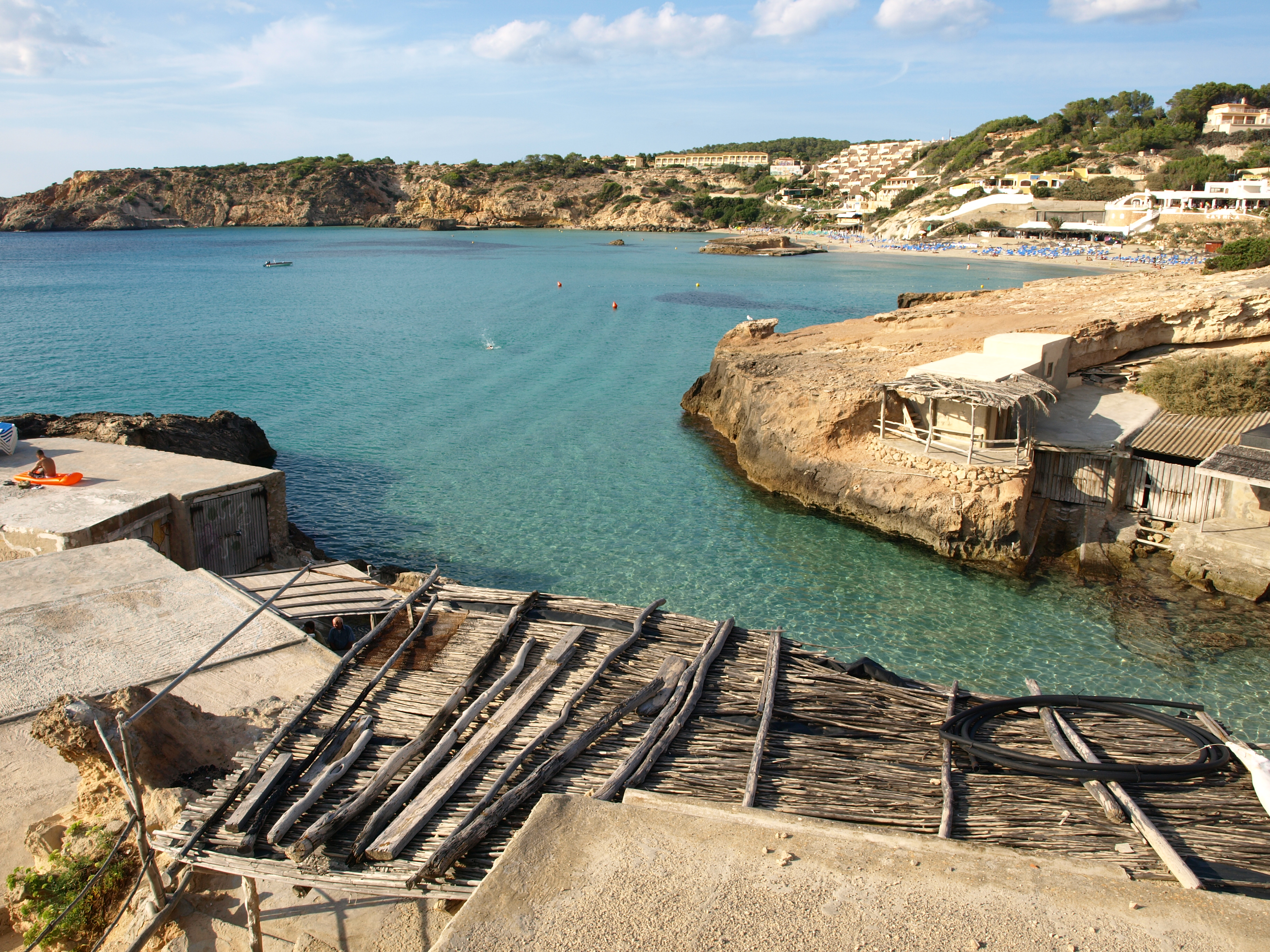
Cala Tarida.

## Historia

### Prehistoria y Edad Antigua

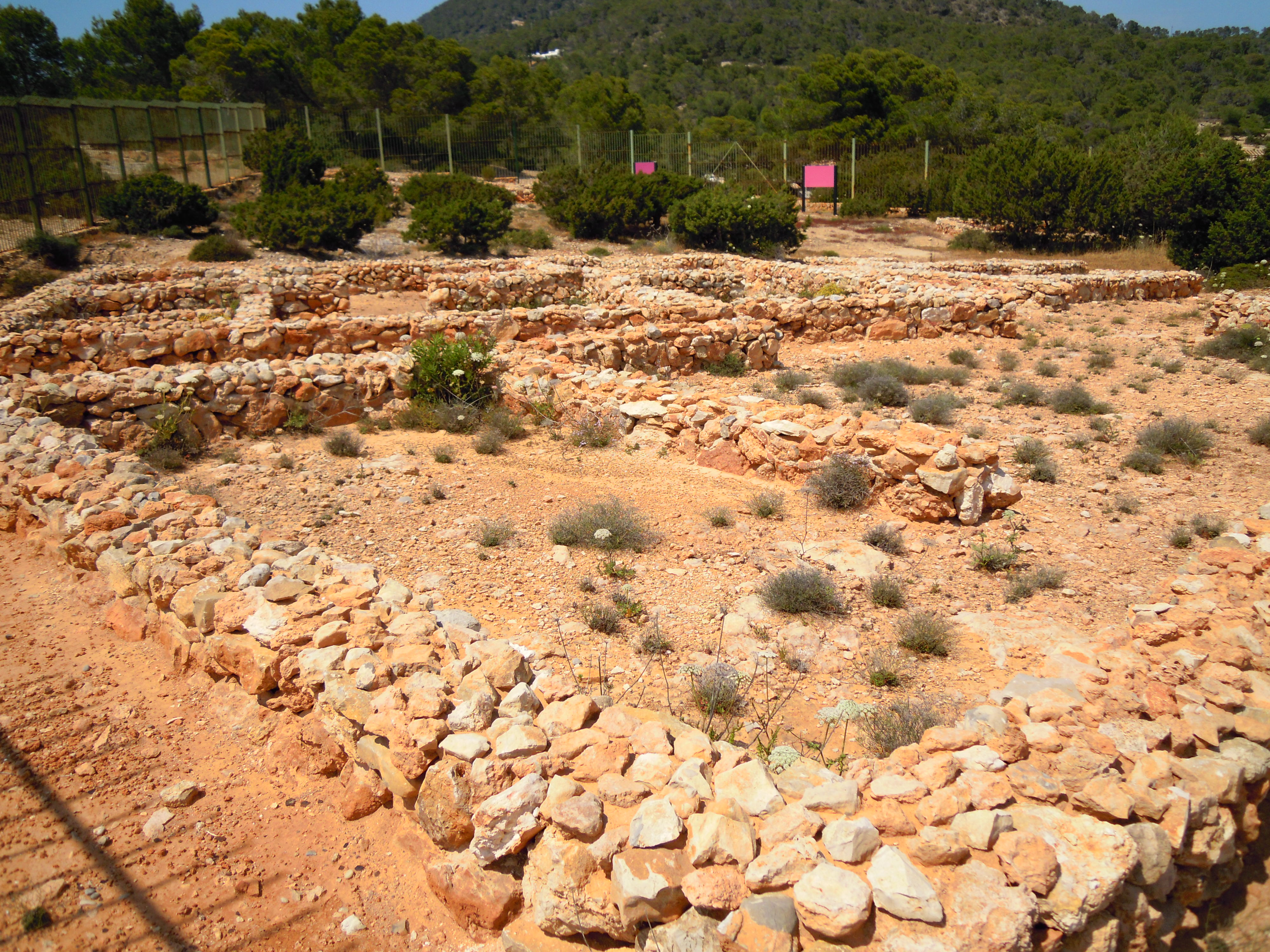
Yacimiento fenicio de Sa Caleta, en Ibiza

Se han encontrado yacimientos datados en la Edad de Bronce, tanto en la isla de Ibiza (dibujos en el abrigo de Ses Fontanelles) como en su hermana menor Formentera (sepulcro megalítico de Ca na Costa), que prueban su población desde el 2000 al 1600 a. C.
La isla de Ibiza conserva restos arqueológicos fenicios y púnicos, pues fue un enclave comercial relevante dentro de la cultura náutica de estos pueblos. Tanto en la ruta del este al oeste como al revés, la isla era punto de paso propicio para los navegantes por los vientos reinantes y las corrientes del mar Mediterráneo. Aproximadamente a mitad del siglo VII a. C. se funda el primer asentamiento estable en la zona S-W, el yacimiento de Sa Caleta, que se ocupará hasta finales del mismo siglo, cuando será abandonado. Es desconocido el destino de los pobladores que pudiesen encontrar estos marinos fenicios, pero a todos los efectos desaparecen como entidad propia.
Aproximadamente en la misma época se comienza a urbanizar la ciudad de Ibiza, en la misma ubicación que la actual ciudad, debido sobre todo a su gran puerto, mucho más grande que el actual y a la situación sobre una pequeña colina de unos 100 m sobre el nivel del mar. Entre el siglo VII a. C. y un momento indeterminado, la isla quedará dentro de la órbita de las polis fenicias de Oriente Próximo –hasta la conquista de Fenicia por los asirios– y de Cartago después, hasta la destrucción de esta última por los romanos el año 146 a. C.
La ocupación extensiva de la isla hará que crezca su producción y riqueza de productos hasta ser nombrada por los historiadores romanos por su lana, higos, los vinos y su sal. Prueba de su auge económico son las acuñaciones propias hechas en la isla desde finales del siglo IV a. C. con el símbolo de la isla, el dios Bes, al que quizás se deba el nombre de ʾībošim (en fenicio 𐤀𐤉𐤁𐤔𐤌, ʔybšm, interpretado como «islas de Beš» —haciendo referencia a Formentera también—, con una posible influencia de berōs, pinos, o «islas de la Fragancia», entre otras posibilidades), sincretismo del dios de la fertilidad fraternal egipcio. También es buen ejemplo de este auge la fundación en Mallorca de una serie de asentamientos económicos en la zona sur cerca de las salinas para su aprovechamiento, así como de las relaciones económicas con los isleños de la cultura talayótica.
Ibiza aparece ya durante la segunda guerra púnica asediada y asolada por los hermanos Escipiones tras su victoria en Cissa; los romanos la abandonaron al creer que una flota cartaginesa estaba de camino. Aparece nuevamente mencionada como última ciudad leal a Cartago cuando el general púnico Magón Barca huyó a ella tras ser rechazado por Gadir. Magón se rearmó en Ibiza y marchó a Menorca a reclutar mercenarios, fundando allí Mahón.
Ibiza no tardó en ser pragmática y se unió libremente a los romanos pasando a ser Civitas Foederata, lo que le permitió mantener sus sistemas sociales y su cultura púnica hasta bien entrado el principado romano. Es en esta época cuando Ibiza también es conocida como Insula Augusta, en continuidad a su nombre sagrado fenicio de isla de Bes como lo prueban la acuñación de moneda (semis) con dicho título. No tardó en recibir el estatus de municipio romano (Municipium Flavium Ebusitanum), lo cual le confirió mayores derechos. Esto, sin embargo, no pudo frenar la lenta decadencia de este puerto e isla. Tras la elección de Tarraco/Tarragona como capital de la provincia de la Tarraconense, el tráfico marítimo cambió y empezó a tomar unas rutas más cercanas a la recién conquistada Mallorca (123 a. C.) como el puerto de Pollentia.

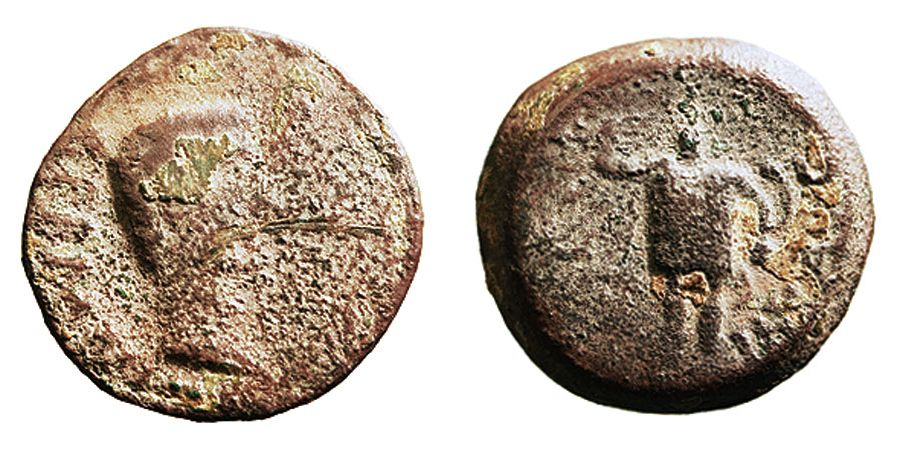
Semis acuñado con la leyenda INS AVG (Insula Augusta) en Ebusus durante el reinado de Calígula

También los romanos comerciaron con las Islas Baleares, que poseían ciertas riquezas como la sal, higos, vino o la extracción de minerales (minas de galena-argentífera y minio en s´Argentera - San Carlos). ʾībošim (en fenicio 𐤀𐤉𐤁𐤔𐤌, ʔybšm) fue el nombre que le dieron los fenicios (englobando el nombre tanto a Ibiza como a Formentera), y Ebusus su adaptación al latín. Junto a Formentera, se las conoce como las islas Pitiusas, debido a la abundante presencia de pinos de tres clases diferentes. Mientras en las islas mayores habitaban tribus menos desarrolladas culturalmente y con tradiciones bárbaras a los ojos de la cultura helenística, en las Pitiusas vivían gentes de tradición semita, descendientes de emigrantes de Oriente Próximo, Qart Hadasht o las factorías y establecimientos fenicios del sur de la península ibérica. La razón para poner este nombre a las islas sólo pudo ser la de no llamarlas «islas de los cananeos», que marcaría la pertenencia a dicha órbita, pues pinos, a los que la tradición aduce el nombre, hay tantos o más en Mallorca y Menorca como en las Pitiusas.

### Edad Media

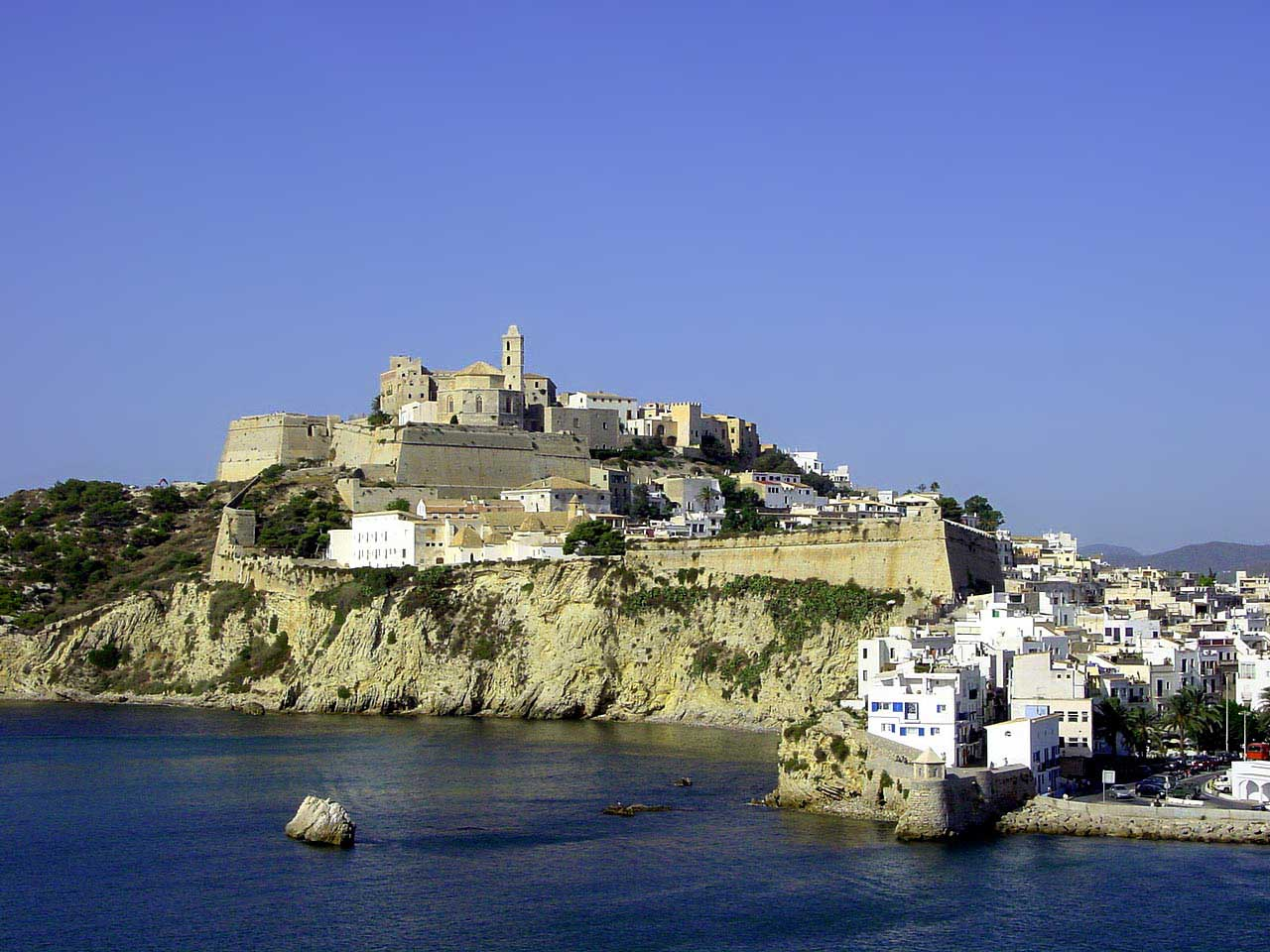
Dalt Vila (Ciudad alta) es la antigua parte alta de la ciudad de Ibiza, capital de la isla.

Tras las ocupaciones vándala[cita requerida] y bizantina (siglos VI-VIII), las islas Baleares, entre ellas Ibiza, cayeron en una etapa de anarquía. Los árabes tomaron posesión de su territorio en el 902 y se asentaron en la ciudad que hoy pervive como capital, la parte antigua de la cual recibe el nombre de Dalt Vila (‘Encima de la Villa’). Llegan a la isla nuevos colonos bereberes que se suman a la población local que se convierte en su mayoría al islam. Jaime I de Aragón concedió la reconquista de las islas Pitiusas, pertenecientes en ese momento a la Taifa de Denia, al arzobispo electo de Tarragona, Guillermo de Montgrí, que se asoció con el conde del Rosellón, Nuño Sánchez, y con el infante Pedro de Portugal para el empeño. Las tropas de la corona de Aragón ocuparon el castillo de Ibiza el 8 de agosto de 1235. La población autóctona musulmana fue entonces deportada masivamente, tal como pasó en Mallorca y el Levante y se trajo a nuevos pobladores cristianos desde Gerona. Ibiza fue incorporada al recién fundado reino de Mallorca, dentro de la corona de Aragón. El reino de Mallorca no tendría cortes, por lo que el rey de Mallorca tendría que acudir a las de Aragón para prestar homenaje al rey.

### Edad Moderna
En esta época, Ibiza era una isla con una economía pobre y algo ajena a los avatares de esta época. Sin embargo, varios sucesos afectaron de forma importante la historia ibicenca en estos siglos.
Durante casi toda la Edad Moderna, al igual que el resto del Mediterráneo Occidental, Ibiza sufrió constantes ataques de la piratería berberisca, animada también por el Imperio otomano. Las numerosas incursiones piráticas marcaron profundamente a la población, tanto a nivel cultural como material. Así, numerosas construcciones tradicionales ibicencas (iglesias, casas, mansiones...) poseen refugios o escondites para evitar a posibles incursores. Dichos ataques, fueron también, junto a la Peste, la causa del despoblamiento de Formentera en todo este periodo. Igualmente, se realizaron numerosas construcciones defensivas destinadas a proteger las costas ibicencas. Destacan los numerosos torreones defensivos en todo el contorno costero y las grandes murallas que rodean Dalt Vila. Tanto los torreones como la muralla, fueron patrocinados por la corona de cara a favorecer la defensa de la isla dentro de los intereses españoles en el dominio del Mediterráneo. En concreto, la muralla debe mucho a la actuación de Felipe II.

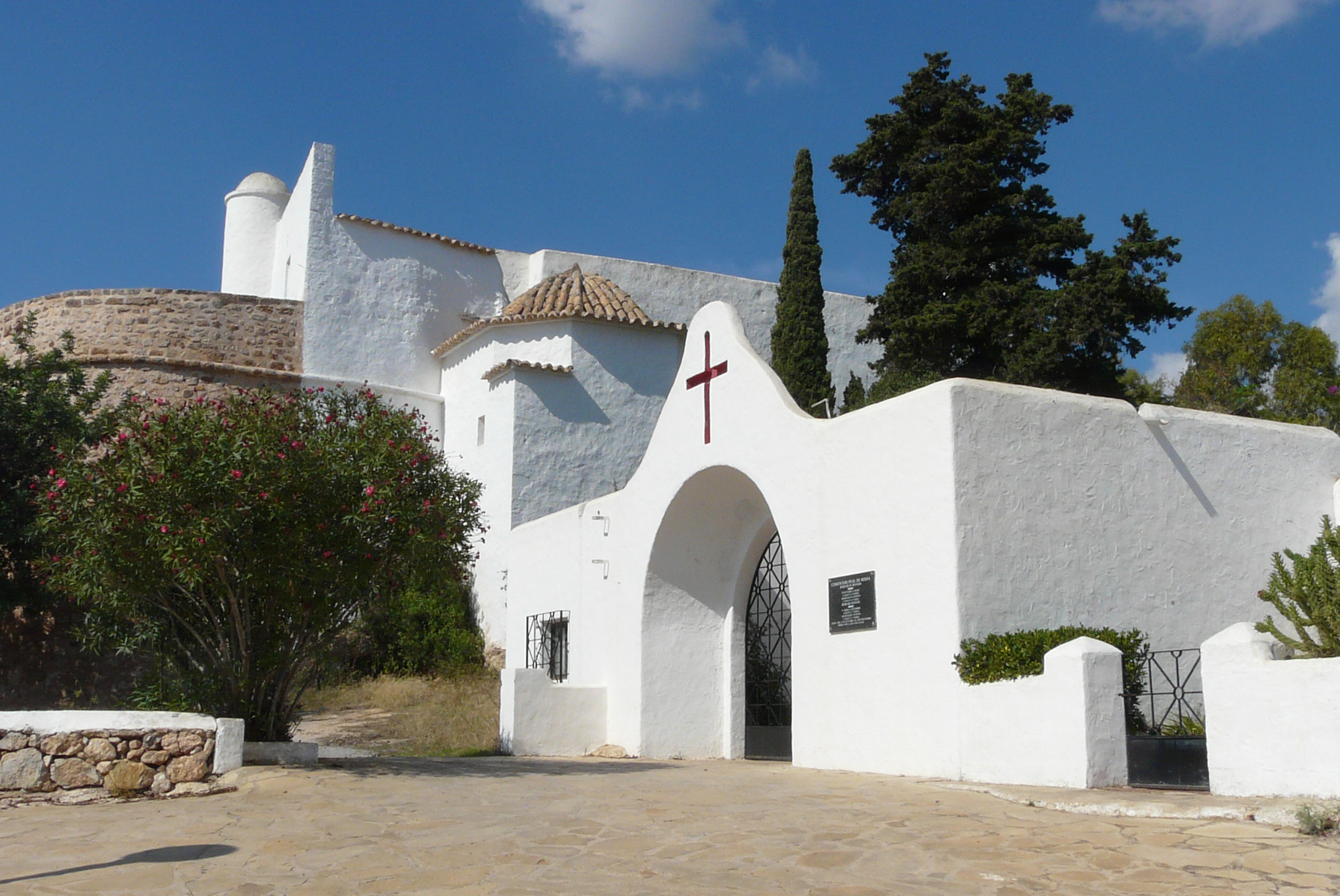
Puig de Missa en Santa Eulalia del Río

Dentro de las revueltas acaecidas en Mallorca durante las germanías, el obispo de Palma huyó hacia Ibiza para salvarse de los agermanados.
Al igual que el resto de la corona de Aragón, durante la guerra de Sucesión española, Ibiza se declaró partidaria del archiduque Carlos de Austria (futuro Carlos VI del Sacro Imperio Romano Germánico) entrando en guerra con los partidarios de los Borbones, y fue la última zona de la corona de Aragón en caer bajo su dominio. Tras la guerra, por los Decretos de Nueva Planta se abolieron las instituciones organizativas tradicionales de la isla, viéndose sustituidas por organizaciones siguiendo el modelo castellano. Así, la Universidad (Universitat, órgano de gobierno insular de Ibiza y Formentera), fue convertida en un ayuntamiento al estilo castellano y se dividió la isla en 18 municipios frente a los cuatro cuartones (quartons) tradicionales. Sin embargo, la dispersión de la población y la ineficacia de los municipios, llevó a que se volvieran a implantar los cuartones, que coinciden con la división municipal actual de la isla. La dispersión poblacional en el campo ibicenco, hizo también que se tendieran a vincular las poblaciones a las parroquias, hecho que se observa en que casi todos los pueblos y ciudades de la isla tienen nombres de santos.
En 1782, Carlos III otorga a la actual ciudad de Ibiza el título de ciudad y constituye un obispado en la misma. Esto separa a Ibiza de la diócesis de Tarragona, a la que estaba adscrita desde la Edad Media.

### Edad Contemporánea

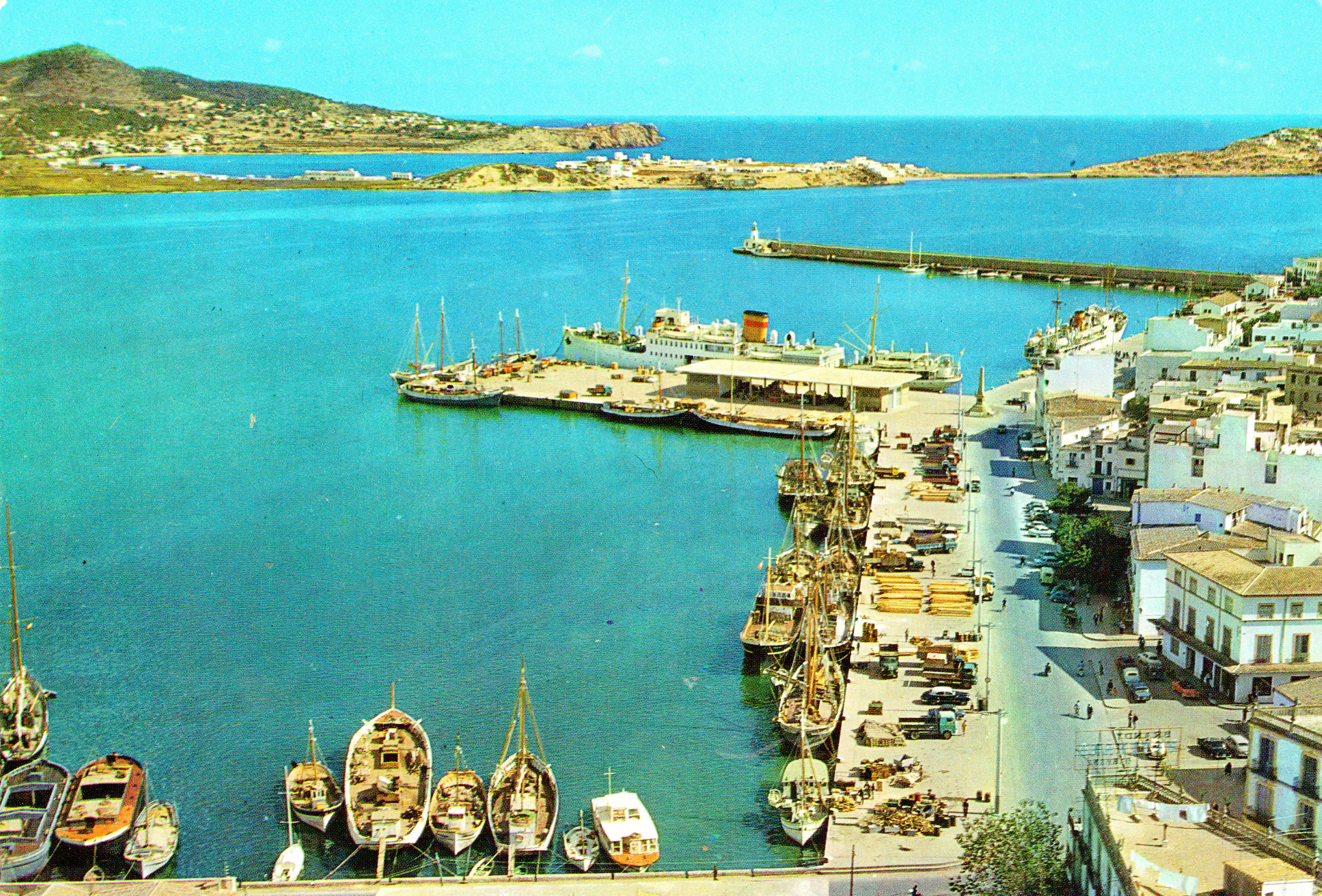
El puerto de Ibiza en 1965

A lo largo del siglo XIX, Ibiza experimenta un cierto crecimiento demográfico que provoca importantes tensiones dada la pobreza de la isla. Esto desarrolla cierta emigración hacia Cuba y Argel.
Al estallar la guerra civil en julio de 1936, Ibiza cae bajo el control del ejército sublevado. Las personalidades locales que podían presentar una oposición fueron encarceladas.
Las tropas republicanas emprenderían su recuperación en la ofensiva para retomar las Baleares. (En todas, menos Menorca, había triunfado la sublevación. Menorca se mantendría en manos republicanas hasta el final de la guerra). Aviones sobrevolarán las islas esparciendo proclamas que instan a la rendición y a la población civil a huir de la ciudad, ya que esta, advierten, será bombardeada. Se produce un éxodo civil de la ciudad al campo.
Una columna de republicanos procedentes de Barcelona y Valencia, desembarcarán primero en la Isla de Formentera, que se rendirá sin oponer resistencia. Tras la negativa de capitulación por parte de la Pitiusa mayor y el ametrallamiento (parece que accidental) de una embarcación parlamentaria republicana, se desatará un corto enfrentamiento que acabará, sin bajas, con la retirada estratégica de las tropas republicanas a Formentera. Los republicanos procederán a hacer un desembarco por sorpresa en Es Pou des Lleó, en el norte de la isla, el 8 de agosto (exactamente 701 años después de la conquista cristiana). Avanzarán hacia la ciudad sin encontrar apenas resistencia, tan solo un escaso grupo de militares y voluntarios civiles a la altura de las minas de S'Argentera. En esta primera fase se producirán las primeras víctimas mortales de la contienda en la isla con el fusilamiento del capellán de San Carlos y de su padre. Ante el acercamiento de los republicanos, muchos militares sublevados desertan y huyen de la ciudad. Los presos republicanos son liberados. Las tropas republicanas llegarán a una Ibiza prácticamente desierta. Algunos de los recién liberados presos, incluso, se habían hecho con el control de la ciudad. Esta nueva etapa de dominio republicano se caracterizará por la incapacidad de los mandos isleños para controlar a los indisciplinados milicianos forasteros. Esto dio lugar a fuertes tensiones, siendo comunes los excesos y el descontrol por parte de los últimos. Se crearon asimismo Comités Revolucionarios y se procedió a la detención de todo aquel que fuese considerado como identificado con el golpe, o alineado ideológicamente con los sublevados. Se sucedieron, además, la quema de algunas iglesias y una serie de ejecuciones. Pronto, gran parte de las fuerzas republicanas abandonaron la isla para unirse al desembarco de Mallorca. Tras el fracaso de este y el abandono de la ofensiva Balear, las Pitiusas serán dejadas a su suerte. El 13 de septiembre tres aviones italianos sobrevolaron Ibiza en una primera pasada de reconocimiento, y luego en una segunda de bombardeo contra la población civil. Rondarían las bajas civiles en torno a la cuarentena o cincuentena de muertos. Una desconocida cantidad de milicianos forasteros perecería también, siendo, probablemente, sus cuerpos sacados de la isla en barco. Ese mismo día, en respuesta al bombardeo y una vez decidido el abandono de la isla, se trasladaron al Castillo de Ibiza los prisioneros que aún quedaban en los diferentes pueblos, junto a los que ya estaban allí. Se procedió después a su fusilamiento masivo por parte de los milicianos, mediante una ametralladora y granadas de mano. Algunos de los presos sobrevivieron forzando los barrotes de una de las ventanas y saltando muralla abajo. Otros, menos, haciéndose los muertos o porque se encontraban detrás de las puertas cuando se abrieron. Muchos de los prisioneros eran miembros del clero o militares de la guarnición sublevada, pero muchos otros eran civiles. Murieron 93 de los 147 presos, en una matanza que constituiría un verdadero trauma en la población isleña. Pronto abandonaron la isla los milicianos que restaban, así como gente de ideología de izquierdas o que simplemente temían las represalias de la futura ocupación sublevada.
Tras un corto periodo en el que la isla quedó sin ningún tipo de gobierno, la mañana del 20 de septiembre Ibiza retornaba a manos sublevadas. Ese mismo día se produjeron las primeras muertes de la represión. Muchas más las seguirían en los siguientes meses, superando ampliamente la centena, aunque es imposible afirmar una cifra concreta a causa de la extraoficialidad de los fusilamientos. Como los isleños republicanos habían abandonado la isla, los ejecutados, cabe decir, eran en gran parte civiles sin responsabilidades políticas, que ni siquiera habían tenido que ver con el gobierno republicano de la isla. Fueron estas, pues, en su gran mayoría, ejecuciones arbitrarias, a causa de motivos personales.
No ocurrieron, en lo que restó de guerra, más sucesos reseñables, a excepción, quizá, del bombardeo del acorazado alemán Deutschland en el puerto de Ibiza, que provocó el posterior cañoneo alemán a la ciudad de Almería.
Ibiza ha mantenido siempre una fama de lugar de potencial místico; fue un punto de referencia en los años 60 y 70 para la cultura hippie y para muchos viajeros. Fue visitada por Pink Floyd, que le dedicó una canción a un bar célebre en la isla en el disco More.

## Demografía
La isla de Ibiza cuenta con una población de 161 485 habitantes (INE 2024).
| Nacionalidad | Hombres | Mujeres | Total  | %      | Proporción |
| ------------ | ------- | ------- | ------ | ------ | ---------- |
| Española     | 18 583  | 18 756  | 37 339 | 73.6 % |            |
| Extranjera   | 6967    | 6409    | 13 376 | 26.3 % |            |

|   | Municipio             | Población   | Superficie | Densidad        |
| - | --------------------- | ----------- | ---------- | --------------- |
| 1 | Ibiza                 | 49 727 hab  | 11,14 km²  | 4463,82 hab/km² |
| 2 | Santa Eulalia del Río | 36 457 hab  | 153,58 km² | 237,38 hab/km²  |
| 3 | San José              | 26 496 hab  | 166,24 km² | 163,97 hab/km²  |
| 4 | San Antonio Abad      | 25 779 hab  | 126,80 km² | 203,3 hab/km²   |
| 5 | San Juan Bautista     | 6200 hab    | 121,66 km² | 50,96 hab/km²   |
|   | Total                 | 144 659 hab | 572,56 km² | 252,65 hab/km²  |

## Economía

### Turismo

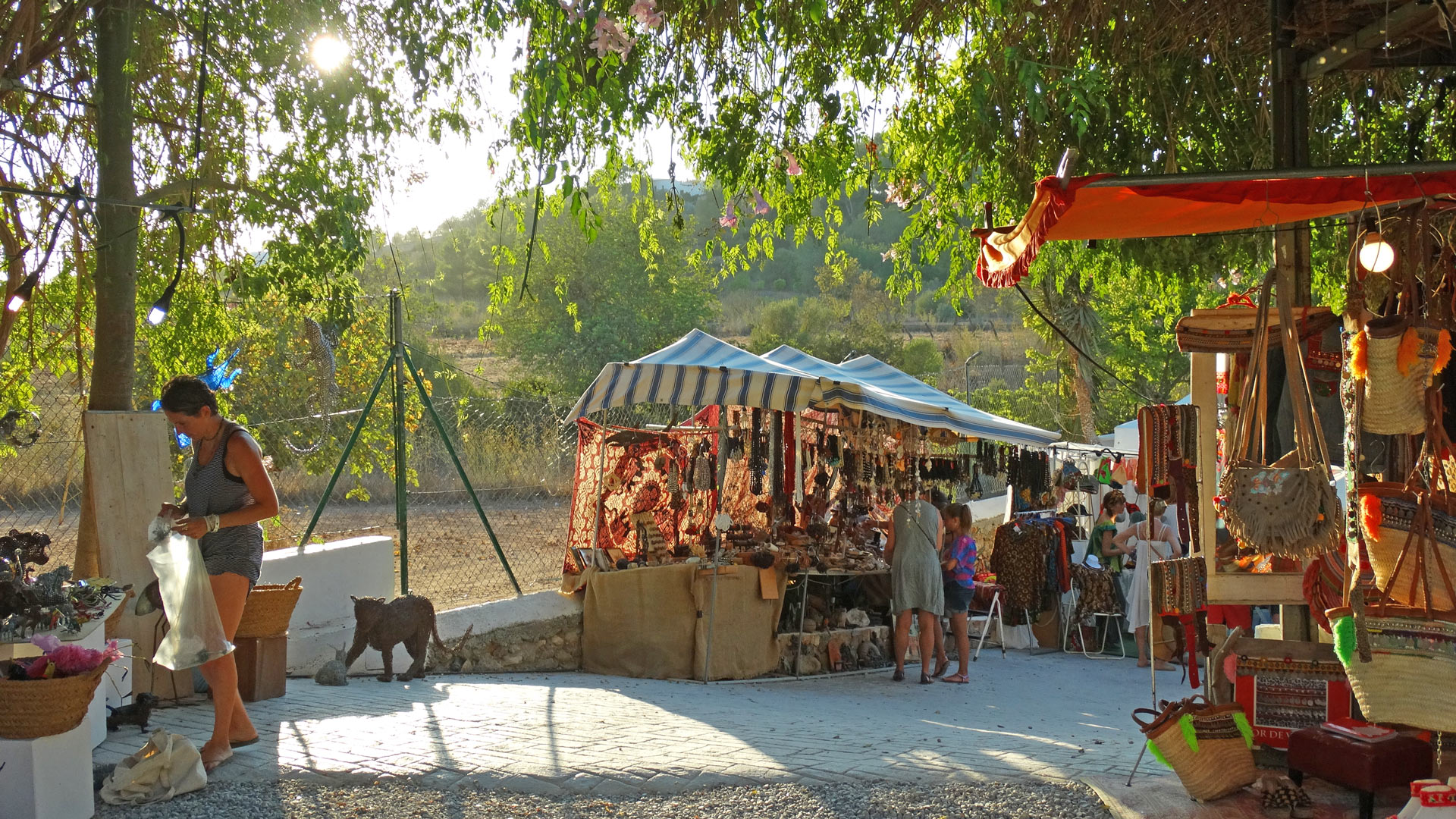
Mercadillo Las Dalias en Ibiza.

A finales de la década de 1960 y durante la de 1970, la isla de Ibiza experimentó una expansión turística que transformó de forma significativa su estructura económica. Este crecimiento estuvo impulsado por la construcción de infraestructuras hoteleras y de servicios, lo que permitió atender a un volumen creciente de visitantes internacionales y diversificar la economía más allá de sus actividades tradicionales, como la pesca y la agricultura.
En la actualidad, Ibiza es un destino turístico de relevancia internacional, especialmente reconocido por su oferta de ocio nocturno, que ha motivado la instalación de una amplia red de hoteles, complejos turísticos y alojamientos orientados a un público joven. Paralelamente, el sector hotelero también atiende a visitantes que buscan turismo de descanso, con establecimientos situados en calas y playas de menor afluencia.
El turismo cultural y de compras se ha consolidado con mercados artesanales, como los de Es Caná y Las Dalias, donde se venden productos locales como el flaón, las «orelletes», el licor de «hierbas ibicencas» y la moda adlib. Estos eventos, junto con festivales y ferias, generan demanda en el sector de restauración y hospedaje, incrementando la ocupación hotelera durante todo el año.
Entre 2020 y 2021, la llegada de turismo extranjero —principal motor del sector hotelero en la temporada alta— descendió de forma notable debido a las restricciones de movilidad internacional provocadas por la pandemia de COVID-19. En ese periodo, la industria turística se sostuvo principalmente gracias al mercado nacional, beneficiándose del incremento de visitantes procedentes de la península. A partir de 2022, las proyecciones del sector indicaron una recuperación completa, con niveles de ocupación y llegada de visitantes que incluso superaron los registrados antes de la pandemia.

#### Turismo nocturno
El ocio nocturno constituye uno de los pilares de la industria turística ibicenca. Según el IMS Business Report 2024, las discotecas de la isla facturaron alrededor de 150 millones de euros en venta de entradas durante la temporada 2024, un 6 % más que en 2023, sin incluir ingresos VIP ni consumiciones, lo que subraya su peso en la economía local.
Además de su impacto económico, el sector genera miles de empleos temporales: se estima que cada verano hasta 4 000 jóvenes encuentran trabajo en relaciones públicas, animación o logística vinculados a los grandes clubes y eventos musicales.
La regulación horaria ha evolucionado para equilibrar descanso vecinal y actividad económica. La nueva ordenanza municipal, vigente desde el 17 de enero de 2025, fija para discotecas y salas de fiesta un horario de 16:30 – 6:30 en temporada alta (junio-septiembre) y adelanta 30 minutos el cierre el resto del año.
El sector empresarial, agrupado en la Asociación Noches de Ibiza (AEON), reclama un marco único que separe con dos horas el ocio diurno (12:00-20:00) del nocturno (22:00-6:00) para evitar la competencia desleal de clubes de playa y hoteles con espectáculos musicales.
Diversos informes de sostenibilidad insular subrayan la necesidad de diversificar la oferta nocturna con propuestas culturales y musicales de menor impacto para mitigar la estacionalidad y favorecer un modelo turístico más equilibrado.

## Gobierno y política

Municipios de Ibiza

La isla se encuentra dividida en cinco municipios y estos a su vez en parroquias. El órgano de gobierno de la comunidad autónoma es el Gobierno Balear con sede en Palma de Mallorca (en la isla de Mallorca). A nivel local gobernó en Ibiza y Formentera el Consejo Insular de Ibiza y Formentera como administración territorial, asumiendo gradualmente más de las competencias derivadas del Estatuto de Autonomía de las Islas Baleares con una cada vez mayor dotación económica. Tras la reforma estatutaria de 2007, Formentera se emancipó de Ibiza creando su propio Consejo Insular y manteniendo la figura nominal de su Ayuntamiento –ambas corporaciones se fusionaron–. Su existencia se funda en la antigua institución de la Universidad, heredada de la Corona Aragonesa, que había sido disuelta tras la guerra de Sucesión Española a principios del siglo XVIII, siendo sustituida por otra de menor entidad, el Ayuntamiento. Desde entonces, la administración a nivel insular es llevada a cabo por el Consejo Insular de Ibiza.

## Cultura

### Gastronomía

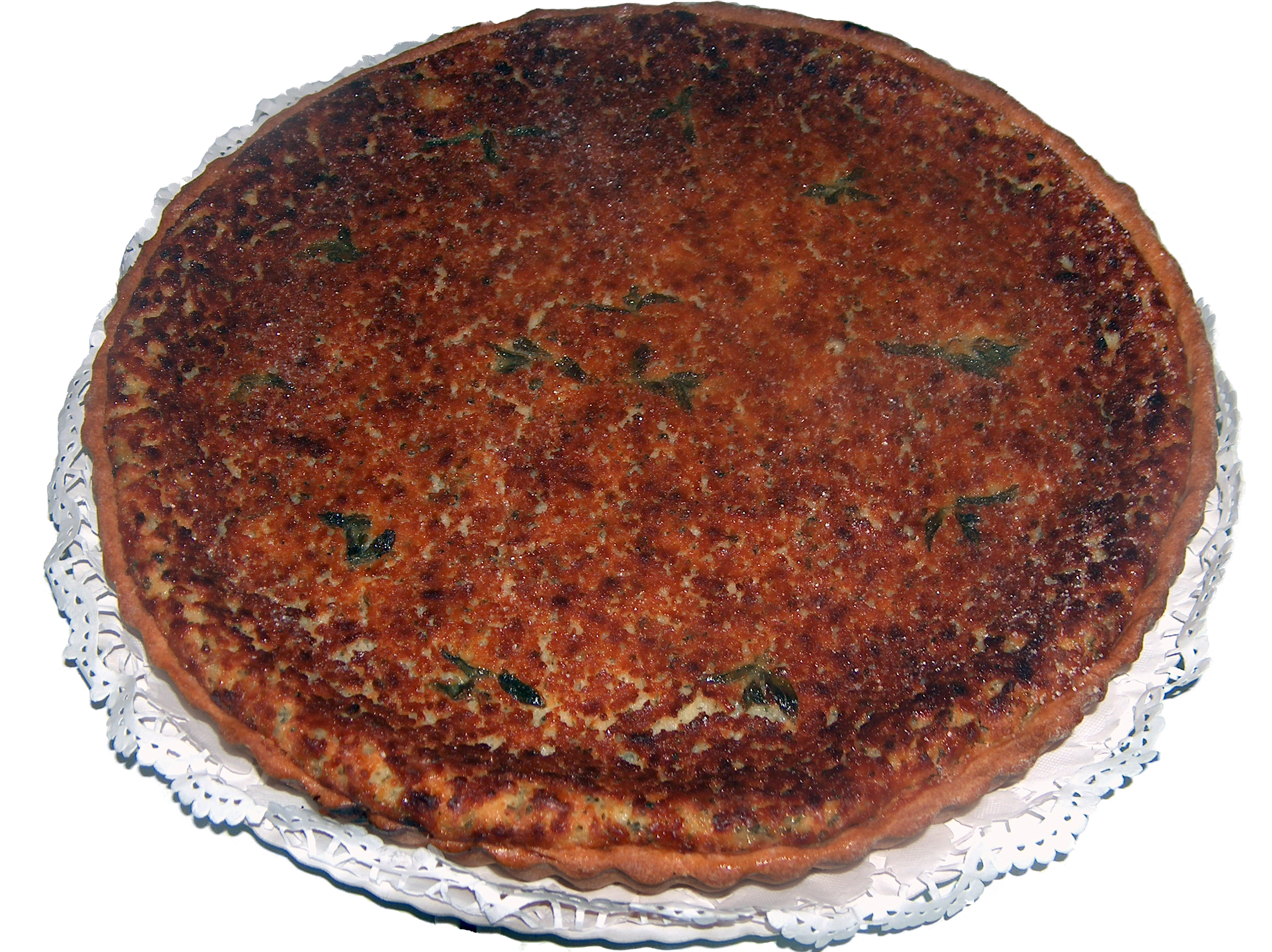
Flaó (pastel de queso) de Ibiza

Entre los platos típicos de la cocina ibicenca cabe mencionar los elaborados con carne como, el Sofrit pagès (de cordero, pollo o ambos), el Arròs de matances; embutidos como la Sobrasada ibicenca y el Butifarró. Los elaborados con pescados: el exquisito Bullit de Peix, guiso de peces de roca (rotja, (cabracho), serrans (serranos)) y patatas, la Borrida de ratjada (raya marina), el atún a la ibicenca (tonyina a l'eivissenc). Además están El Cuinat y la Coca amb Pebreres (Coca ibicenca de pimientos rojos asados) (coca de pimiento).
Entre los postres: el Flaò (tarta de queso cuajado espolvoreada con hierbabuena), la Greixonera (Pudin de ensaimadas), Les Orelletes (masa de harina anisada), Els Bunyols (buñuelos). Entre las bebidas, cabe mencionar el conocido licor anisado Hierbas Ibicencas, y el menos conocido Palo, el “vermú” ibicenco; eso sin olvidar, las diversas marcas de vino procedentes de cepas y bodegas locales. Con su variante más antigua, el vino de la tierra, vino payés (Vi pagés, en eivissenc), una de las bebidas más tradicionales en el medio rural. En el interior de la isla, en la localidad de San Mateo se da a probar la cosecha de cada año a vecinos y forasteros. En Navidad es popular la llamada Salsa de Nadal cuyo ingrediente principal es la almendra local y el caldo de gallina.
Los restaurantes de la isla mantienen un alto nivel y suponen un atractivo importante para el turismo.

### Patrimonio

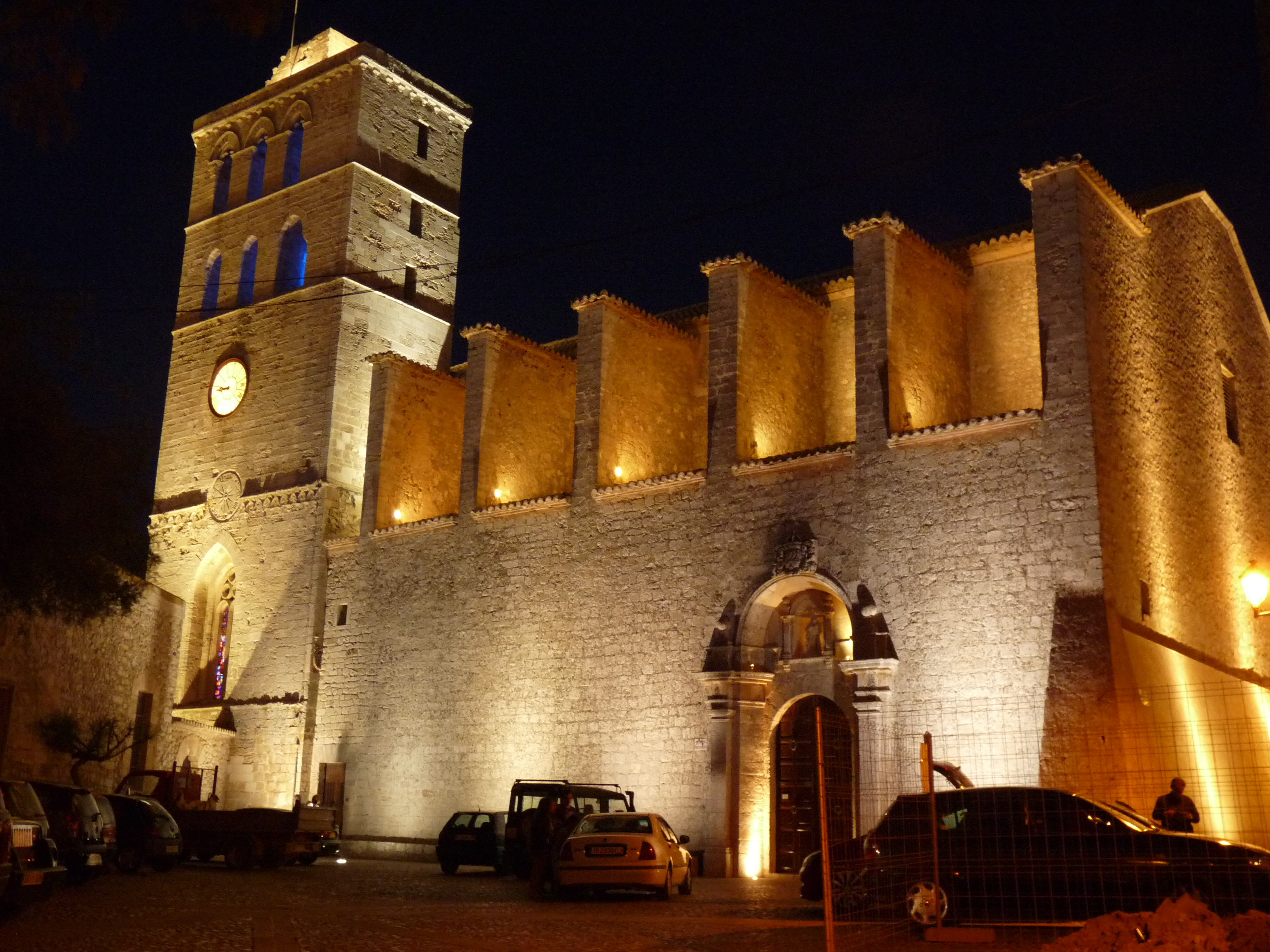
Catedral de Ibiza

- Murallas de Ibiza. La triple muralla renacentista que encierra la ciudad antigua llamada Dalt Vila es el monumento más importante de la isla. Su construcción, ordenada por el rey Felipe II, se inició en 1555 siguiendo las trazas del ingeniero militar lombardo Giovanni Battista Calvi y concluyeron a finales del siglo; consta de siete baluartes y se extiende por una superficie de diez hectáreas, con un perímetro de 1800 m
- Catedral de Ibiza, donde se encuentra la imagen de la Virgen de las Nieves (patrona de Ibiza) y l[a sede de la diócesis de Ibiza.
- Necrópolis del Puig des Molins, uno de los cementerios púnicos más grandes del mundo.
- Varios monumentos urbanos en la ciudad de Ibiza:a
  - Monumento al general Joaquín Vara de Rey héroe de la guerra de Cuba en el paseo de s'Alamera o popularmente Vara de Rey, obra del escultor catalán Eduard Alentorn.
  - Monumento a los Corsarios Ibicencos frente a la plaza de sa Drassaneta en el puerto de la ciudad.
  - Monumento a los marineros y pescadores a la entrada del puerto de la ciudad.

### Patrimonio de la Humanidad
85,64 km² de Ibiza forman parte del lugar Patrimonio de la Humanidad denominado «Ibiza, biodiversidad y cultura», declarado por la Unesco en 1999. Se trata de un lugar de carácter mixto, es decir, tanto cultural como natural. Según señala la organización mundial:

Ibiza proporciona un excelente ejemplo de la interacción entre los ecosistemas marino y costero. Las densas praderas de Posidonia oceanica (hierba marina), una importante especie endémica que se encuentra sólo en la cuenca mediterránea, contiene y sostiene a una diversidad de vida marina. Ibiza conserva evidencias considerables de su larga historia. Los lugares arqueológicos de Sa Caleta (asentamiento) y Puig des Molins (necrópolis) testifican el importante papel que tuvo la isla en la economía mediterránea en la protohistoria, particularmente durante el periodo fenicio-cartaginés. La fortificada Ciudad Alta (Alta Vila) es un destacado ejemplo de arquitectura militar renacentista; tuvo una profunda influencia en el desarrollo de las fortificaciones en los asentamientos españoles en el Nuevo Mundo.
Unesco

Forma parte de este lugar el parque natural de las Salinas, conocido por su brillante playa.

### Vida nocturna

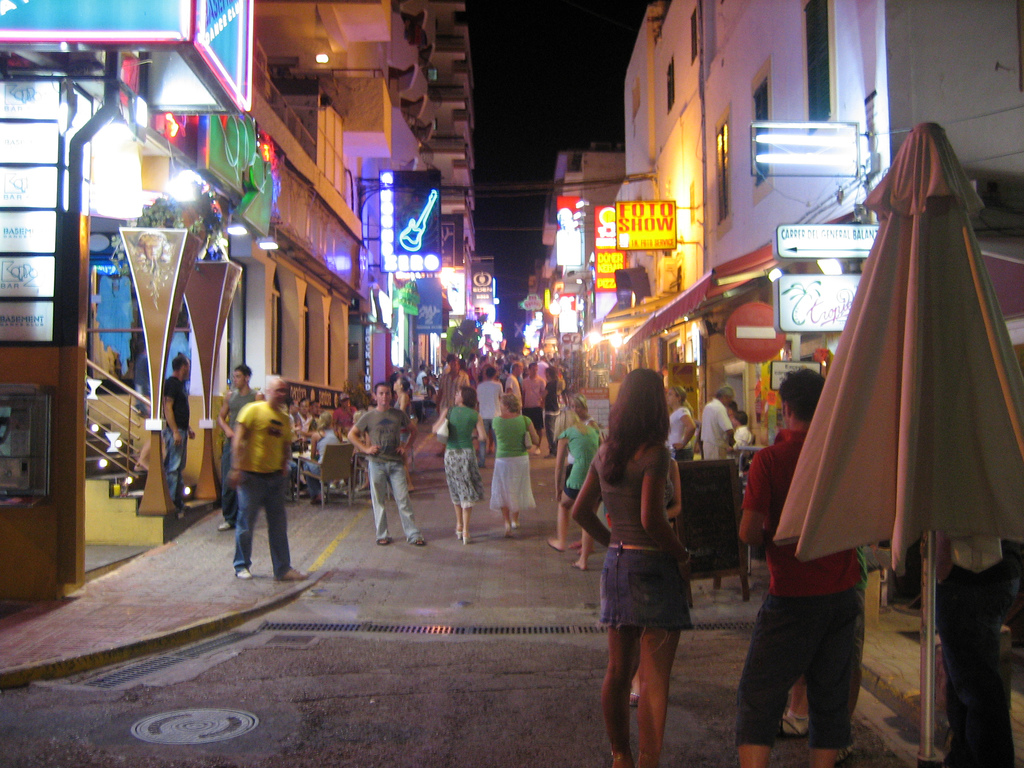
Vida nocturna en una calle de San Antonio (Ibiza)

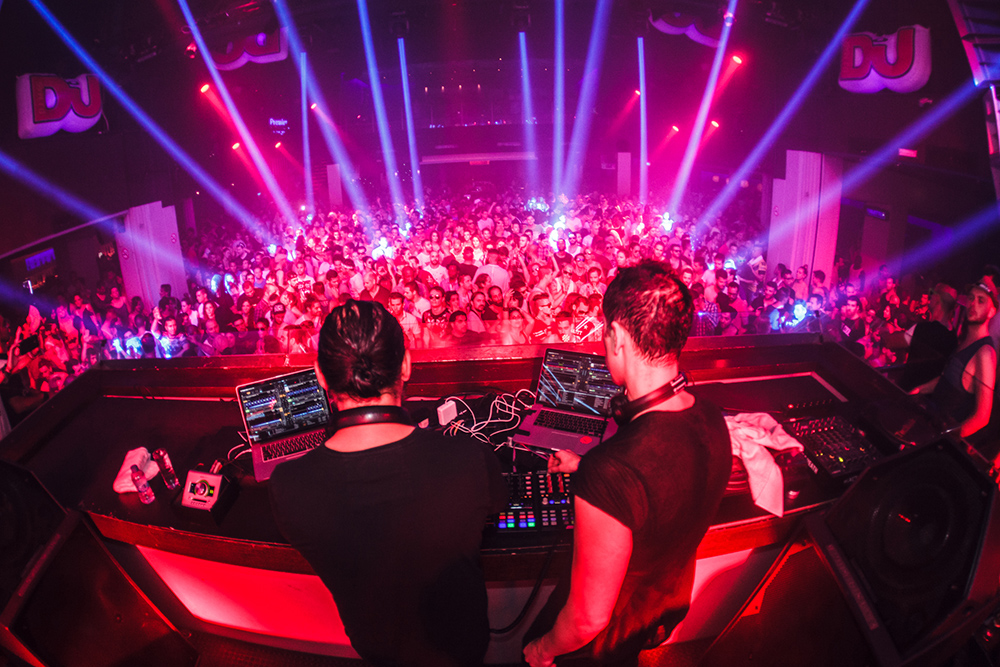
Las discotecas de Ibiza tienen fama internacional

Ibiza es considerada un destino turístico muy popular, especialmente por su vida nocturna, centrada en dos zonas, por un lado en la ciudad de Ibiza y por otro en San Antonio Abad. Posee muchos clubes y discotecas muy conocidos, como Privilege, Eden, Es Paradís, Amnesia, Space, Pacha, Gala Night, Ushuaïa Ibiza y DC10. Durante el verano, muchos de los mejores productores y DJs de música acuden a trabajar a Ibiza, teniendo una noche de la semana dedicada a ellos en algún club. Por ejemplo, en 2009 Carl Cox tocaba Carl Cox & Friends cada martes en Space, Pete Tong en Eden cada viernes Wonderland, Tiësto cada lunes en Privilege Ibiza. En 2012 David Guetta pinchaba cada lunes en Ushuaïa Ibiza. Muchos de estos Djs usan Ibiza como plataforma de presentación de nuevas canciones y temas de música house, trance y techno.
La temporada de fiestas tradicionalmente comienza en junio con las fiestas de apertura y termina en octubre con las fiestas de clausura.
El Consejo Insular de Ibiza intenta promocionar un tipo de turismo más tranquilo y familiar, lo que incluye ordenanzas que obligan a los clubs a cerrar a las 6.30 a. m. como muy tarde y procurando que todos los nuevos hoteles sean de 5 estrellas.

### Deporte
La isla de Ibiza cuenta con varios equipos en categoría nacional. El más exitoso a nivel sénior es el CB Puig d'en Valls, ahora Palacio de Congresos de Ibiza, que milita en la Liga Femenina de baloncesto. Los mayores logros del PDV fueron un tercer puesto en el campeonato liguero y un subcampeonato de Copa de la Reina, además de alcanzar los cuartos de final de la Eurocopa de la FIBA. También en el deporte de la canasta, el Space Tanit disputa la Liga Femenina.
En fútbol, el equipo más representativo de la isla fue la SD Ibiza, que militó durante varias etapas en Segunda División B. En la actualidad el club no existe, tras su autodestrucción y desaparición al final de la temporada 2009-10. Ya sin el UD Ibiza que ascendió el año 2016/2017 a Tercera División, los clubes más importantes de la isla son la Peña Deportiva Santa Eulalia, que también jugó en Segunda División B, y el CF San Rafael, ambos actualmente en Tercera División. El 22 de enero de 2020 la Unión Deportiva Ibiza recibió en el Estadio de Can Misses al Fútbol Club Barcelona en un partido perteneciente a los dieciseisavos de final de la Copa del Rey. Este evento marcó un hecho histórico para la isla porque era la primera vez que un club de primera división visitaba la ciudad. Además, durante dos temporadas (21-22 y 22-23), jugó en la segunda categoría del futbol profesional, siendo lo más alto donde ha llegado un club ibicenco.
Otros deportes, como el balonmano, el fútbol sala o el voleibol, pasean el nombre de la isla por el territorio nacional. Son el Club de Balonmano Ibiza en Primera División Nacional y el Club de Balonmano Puig d'en Valls en División de Honor Plata Femenina de balonmano. El Space Gasifred, en Segunda División de fútbol sala, y el Ushuaïa Ibiza Voley, en Superliga masculina. Así mismo, otros deportes minoritarios, como el tiro con arco o el bádminton, cuentan con representantes, tanto individuales como clubes, en la élite española.
En atletismo, la isla ha ganado reconocimiento a nivel mundial gracias al marchador Marc Tur, quien llevó a España al cuarto puesto en los Juegos Olímpicos de Tokio 2020. Además, ha sido campeón del Campeonato de Europa por equipos 2021, todo esto compitiendo en la modalidad de 50 km.
En categoría individual, los deportistas más importantes que ha dado la isla son el futbolista Toni Arabí, que llegó a ser capitán del RCD Español, los atletas Felipe Vivancos y Mar Sánchez o el jugador de baloncesto Paco Vázquez, exjugador de Unicaja, Joventut o Bilbao, entre otros.
La isla de Ibiza es un paraje perfecto para actividades náuticas. Está rodeada de una costa con playas ideales para el amarre y cuenta con una temperatura agradable durante todo el año, hay más de 2500 amarres para cualquier tipo de eslora. En sus aguas se realizan diversas competiciones importantes entre las que destacan La Ruta de la Sal y la Semana Internacional de la Vela para Cruceros. La primera es un travesía que se realiza durante Semana Santa entre Barcelona o Denia e Ibiza, mientras que la segunda se hace a finales de octubre y tiene lugar normalmente en San Antonio Abad.
El año 2014 desembarcó en la isla la última etapa del rally Gumball 3000, en el que unos 50 automóviles de gama muy alta llegaron a la línea de meta situada en el puerto de Ibiza procedentes del de San Antonio.

### Educación
- La Escuela de Turismo de Baleares (ETB) es un centro de nivel universitario y prestigio internacional, dedicado a la formación de gerentes, directores y demás cargos de responsabilidad de las Empresas de Hostelería y Turismo.
- El Centro Universitario de Ibiza (CUI), ofrece Programas Académicos de Extensión Universitaria bajo el patrocinio de la Universidad de las Islas Baleares.